# Maurice Charlotin
Maurice Charlotin (ur. 6 grudnia 1944) – haitański lekkoatleta, długodystansowiec.
Podczas igrzysk olimpijskich w Monachium (1972) zajął 62. (ostatnie) miejsce w maratonie z czasem 3:29:21.